# Episodi di So Weird - Storie incredibili (terza stagione)
La terza stagione della serie televisiva So Weird - Storie incredibili è stata trasmessa in anteprima negli Stati Uniti d'America da Disney Channel tra il 28 agosto 2000 e il 28 settembre 2001.
| nº | Titolo originale  | Titolo italiano | Prima TV USA      | Prima TV Italia |
| -- | ----------------- | --------------- | ----------------- | --------------- |
| 1  | Lightning Rod     |                 | 28 agosto 2000    |                 |
| 2  | Talking Board     |                 | 7 settembre 2000  |                 |
| 3  | Detention         |                 | 14 settembre 2000 |                 |
| 4  | Eddie's Desk      |                 | 21 settembre 2000 |                 |
| 5  | Voodoo            |                 | 28 settembre 2000 |                 |
| 6  | Banglebye         |                 | 5 ottobre 2000    |                 |
| 7  | Rewind            |                 | 12 ottobre 2000   |                 |
| 8  | Exit 13           |                 | 19 ottobre 2000   |                 |
| 9  | Carnival          |                 | 2 novembre 2000   |                 |
| 10 | Earth 101         |                 | 9 novembre 2000   |                 |
| 11 | Beeing There      |                 | 16 novembre 2000  |                 |
| 12 | Changeling        |                 | 7 dicembre 2000   |                 |
| 13 | Snapshot          |                 | 14 dicembre 2000  |                 |
| 14 | Still Life        |                 | 21 dicembre 2000  |                 |
| 15 | Grave Mistake     |                 | 2 marzo 2001      |                 |
| 16 | Pen Pal           |                 | 16 marzo 2001     |                 |
| 17 | The Muse          |                 | 6 aprile 2001     |                 |
| 18 | The Great Incanto |                 | 4 maggio 2001     |                 |
| 19 | Meow              |                 | 11 maggio 2001    |                 |
| 20 | Widow's Walk      |                 | 8 giugno 2001     |                 |
| 21 | Babble            |                 | 29 giugno 2001    |                 |
| 22 | Gone Fishin'      |                 | 10 agosto 2001    |                 |
| 23 | Mr. Magnetism     |                 | 17 agosto 2001    |                 |
| 24 | Dead Ringer       |                 | 24 agosto 2001    |                 |
| 25 | Annie's Song      |                 | 7 settembre 2001  |                 |
| 26 | The River         |                 | 28 settembre 2001 |                 |